# Juli Soler i Santaló
 (mai 2023).
Si vous disposez d'ouvrages ou d'articles de référence ou si vous connaissez des sites web de qualité traitant du thème abordé ici, merci de compléter l'article en donnant les références utiles à sa vérifiabilité et en les liant à la section « Notes et références ».
Juli Soler i Santaló, né à Barcelone le 12 avril 1865 et mort dans cette même ville le 30 avril 1914, est un ingénieur, photographe et alpiniste espagnol.
Il est un pionnier du pyrénéisme catalan,. Il est surnommé le « Russell catalan ».

## Biographie
Juli Soler est le fils de Sebastià Soler i Rovirosa, né à La Havane, actif dans le commerce maritime à Cuba, et d'Elvira Santaló i Vinyals, née à Barcelone. Il est le neveu de Francesc Soler i Rovirosa.
Dès sa jeunesse, il est attiré par la haute montagne et la randonnée sportive, plus particulièrement par les courses dans les Pyrénées catalanes. Cela l'amène à parcourir les deux Pallars et le Val d'Aran, qui deviennent ses régions de prédilection. Il parcourt également les sommets et les vallées aragonaises jusqu'à la Navarre. Il devient un des grands animateurs du Centre Excursionista de Catalunya (CEC) et se voit reconnu par les nombreuses conférences qu'il y donne.
Soler est par ailleurs un grand photographe, célèbre pour ses photographies panoramiques, d'une rare qualité pour l'époque, et qui constituent aujourd'hui un patrimoine de haute valeur documentaire et artistique. Il photographie également la vie quotidienne des habitants des montagnes et le patrimoine pyrénéen.
Son œuvre principale est la publication du guide complet sur Le Val d'Aran, en 1906, qui démontre sa parfaite connaissance des Pyrénées centrales, plus spécialement du massif de la Maladeta. À la fin de ses jours, il travaille sur un guide des Montagnes maudites, resté inachevé.
Au-delà de ses mérites d'alpiniste, il est à l'origine de la création de la station météorologique de Vielha, en 1908, qu'il maintient pendant longtemps à ses propres frais. La même année, il découvre les peintures rupestres du Cogul, dans le sud de la Catalogne.
En 1913, il est élu président du CEC, mais il refuse le poste pour se consacrer à plein temps au projet de refuge à la Rencluse, au pied du pic d'Aneto. Il en dirige les travaux de construction durant l'été 1913 mais tombe malade l'hiver suivant, le refuge n'étant pas encore terminé. Juli Soler meurt le 30 avril 1914.

## Postérité
En 1968, le CEC nomme en son honneur le refuge Juli Soler Santaló, situé à Salardú (Naut Aran). En 2004, une exposition lui rend hommage au palais Robert de la Généralité de Catalogne. Les communautés du Val d'Aran lui octroient le titre de « fils préféré ». En 2011, Francesc Roma i Casanovas et Ramon Barnadas i Rodríguez publient en deux tomes des photographies de Juli Soler puisées dans les archives du CEC.

Œuvres de Juli Soler i Santaló
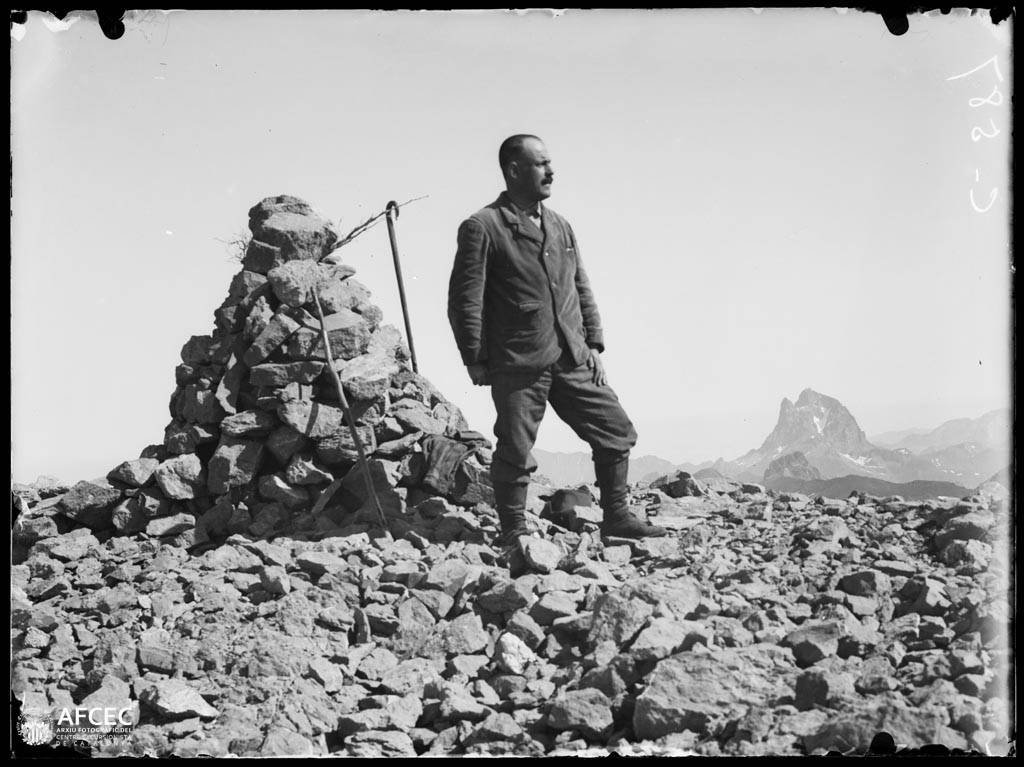
Soler au sommet de la Collada, Espagne, avec en arrière plan l'Ossau, 1907.
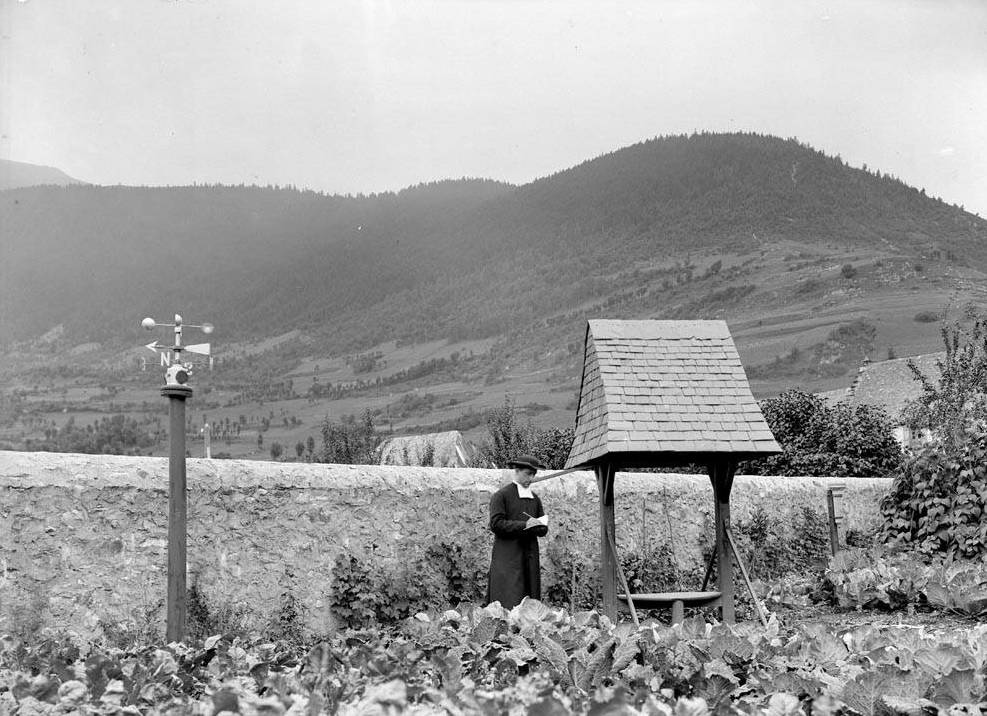
L'observatoire Soler, la première station météorologique des Pyrénées catalanes, 1901.
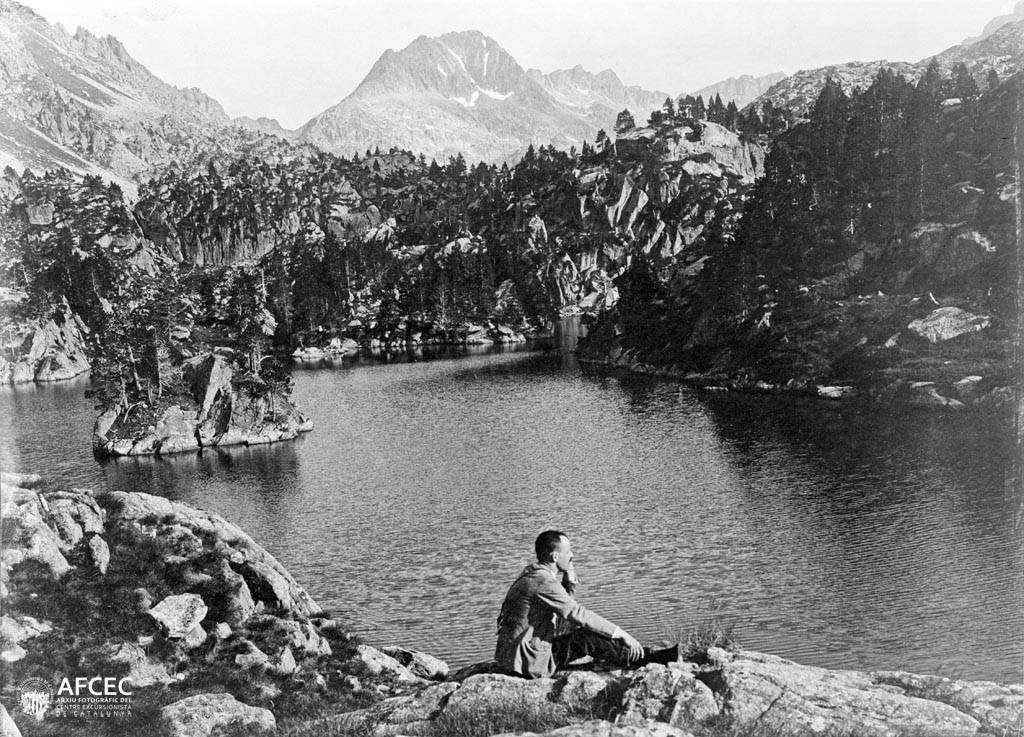
Soler à l'Estanh Long de Colomèrs, 1907.
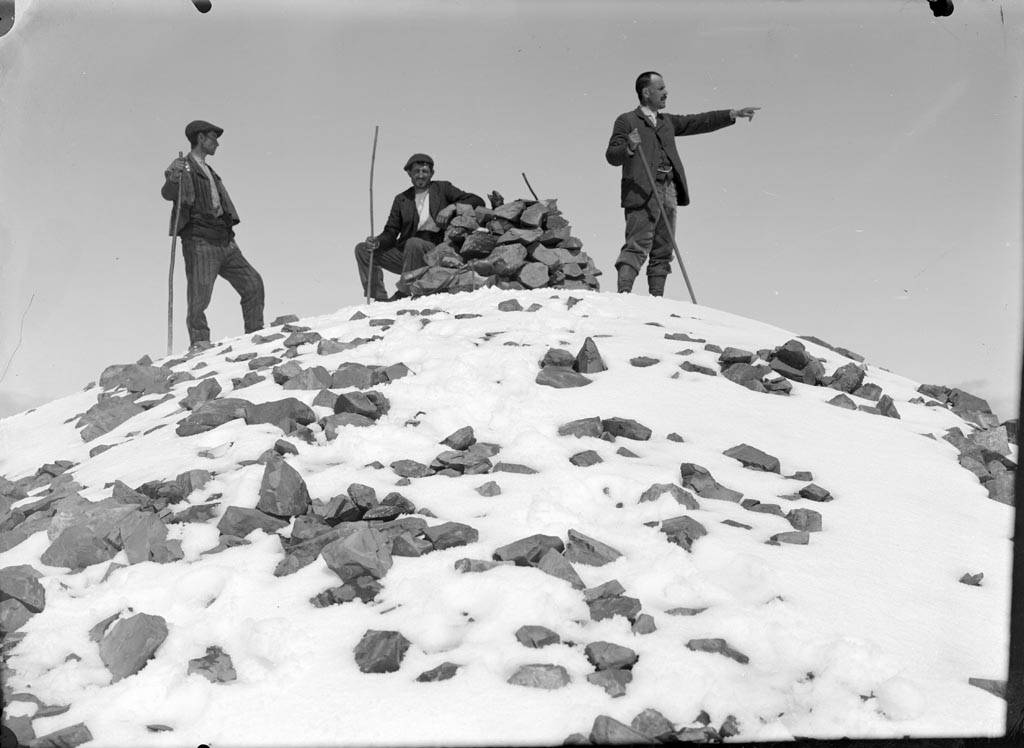
Soler avec deux guides au sommet des Posets, 1907.
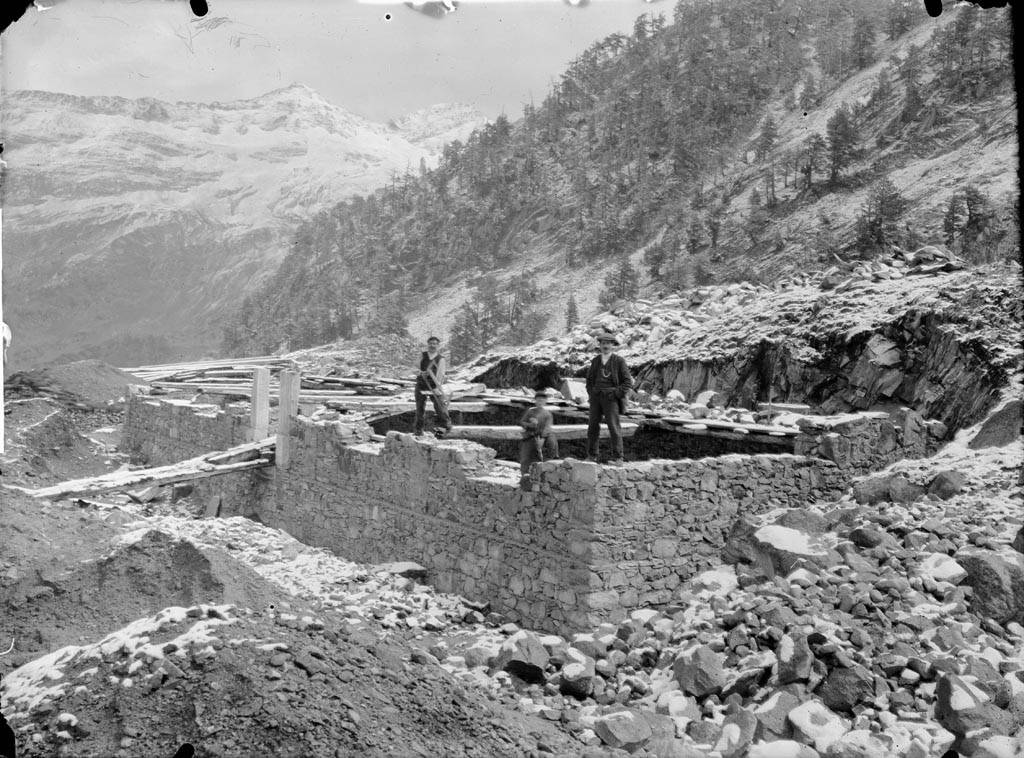
Construction du refuge de la Rencluse, 1913.
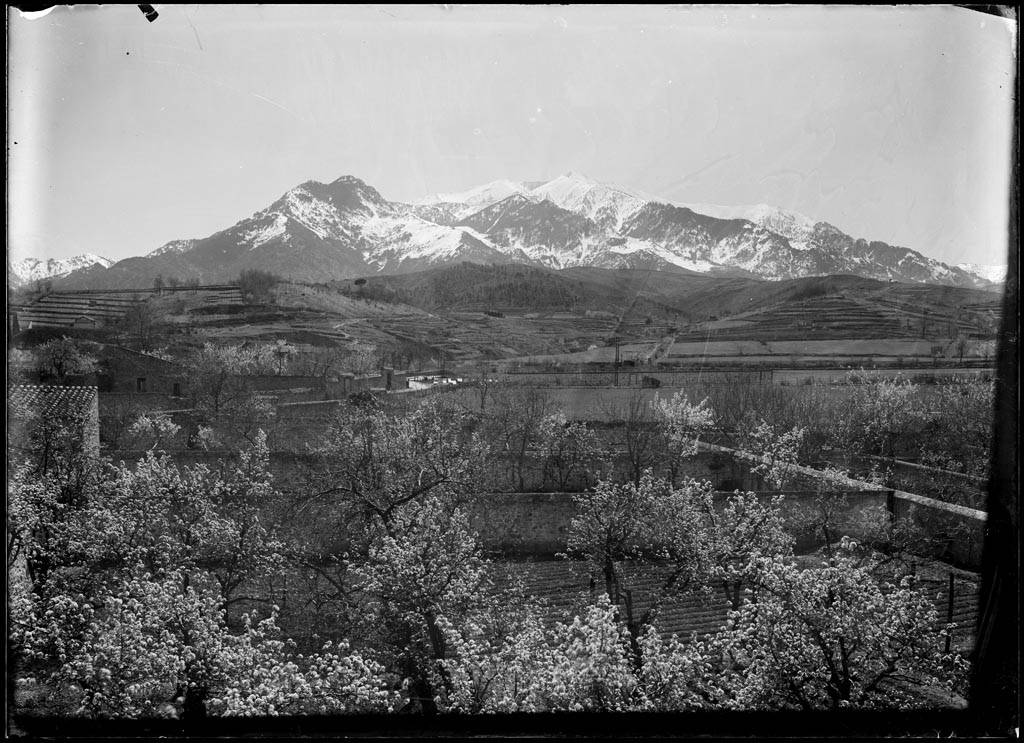
Le massif du Canigou vu depuis Prades, date inconnue.

## Publications
- Excursions per L'Alta Ribagorça, 1903, réédité par Garsineu Edicions, 2003, 71 pages  (ISBN 9788495194558).
- La Vall d'Aran, 1906, 400 pages, réédité en 1933 avec ajouts de Lluís Estasen i Pla et Albert Oliveras[3].
- Muntanyes maleïdes (inachevé).

Posthumes
- La vall de Bielsa, 1918, L'Avenç, 34 p.
- La vall de Broto, 1922, Éd. Tallers gràfics Hostench, 36 p.
- La vall de Canfranc, 1925, Éd. Tallers gràfics Hostench, 16 p.
- La vall de Terra, Éd. Subirana, 42 p.
- Seduït per valls i cims: fotografies de Juli Soler i Santaló, 1865-1914 (« Séduit par des vallées et sommets : photographies de Juli Soler et Santaló, 1865-1914 »), deux volumes, 2011.